# Andrea Mayer
Andrea Mayer (ur. 19 kwietnia 1962 w Amstetten) – austriacka urzędniczka i polityczka, w latach 2017–2020 i ponownie od 2024 szefowa Kancelarii Prezydenta Republiki Austrii, w latach 2020–2024 sekretarz stanu ds. kultury i sztuki w Ministerstwie Sztuki, Kultury, Służby Cywilnej i Sportu.

## Historia
Studiowała historię i filologię niemiecką na Uniwersytecie Wiedeńskim, w 1992 uzyskała na nim tytuł magistra prawa. W latach 1993–1997 pracowała w biurze ministra Rudolfa Scholtena. Następnie pracowała w Federalnym Ministerstwie Kształcenia, Nauki i Kultury, w latach 2007-2015 była szefową sekcji "Sztuka" w Urzędzie Kanclerza Federalnego i Ministerstwie Edukacji, Sztuki i Kultury, a w latach 2015-2017 – sekcji "Kultura i Sztuka" Urzędu Kanclerza Federalnego. W marcu 2017 powołana na urząd szefowej Kancelarii Prezydenta Alexandra Van der Bellena, urząd pełniła do maja 2020. 20 maja 2020 zaprzysiężona na stanowisku sekretarza stanu ds. kultury i sztuki w Ministerstwie Sztuki, Kultury, Służby Cywilnej i Sportu z rekomendacji partii Zieloni. W październiku 2024 zrezygnowała z funkcji w rządzie i powróciła na poprzednie stanowisko w Kancelarii Prezydenta.